# Estação Caja de Agua
A Estação Caja de Agua é uma das estações do Metrô de Lima, situada em Lima, entre a Estação Presbítero Maestro e a Estação Pirámide del Sol. Administrada pela GyM y Ferrovías S.A., faz parte da Linha 1.
Foi inaugurada em 12 de maio de 2014. Localiza-se no cruzamento da Avenida Próceres de la Independencia com o Anel Zárate. Atende o distrito de San Juan de Lurigancho.